# Дневник неудачника
«Дневник неудачника, или Секретная тетрадь» — автобиографический роман Эдуарда Лимонова, написанный в 1977 году и спустя 5 лет изданный в США.
В России книга с изменениями была опубликована в 1991 году издательством «Глагол» тиражом в 50 000 экземпляров, став одной из самых известных работ писателя.
В переводах публиковался на английском (в 2002 году), итальянском (в 2004 году), литовском (в 2010 году) и французском (в 2011 году) языках.

## Содержание
Изложение ведётся в виде дневниковых записей, в которых главный герой — эмигрант из СССР Эдичка описывает свою жизнь в США 70-х годов двадцатого века. Эдичка ностальгирует по своей бывшей жене, рассказывает о своих отношениях с другими женщинами и знакомит читателя с жизнью социального дна американского общества, к которому сам принадлежит.
Важной частью произведения являются политические взгляды Эдички: он разделяет общество на два «племени» — «удачных» и «неудачников», относя самого себя к последним. Эдичка мечтает о том, что однажды неудачники устроят мировую революцию против успешных людей, которых он ненавидит. Примечательно, что к «клану неудачников» могут также относиться и богатые люди, то есть главное разделение идёт не на основе материального достатка, но на презрении к существующей цивилизации и желании её разрушить.
Некоторые эпизоды (работа прислугой в доме миллионера, жизнь в отеле) более детально описаны автором в двух других произведениях — «Это я — Эдичка» и «История его слуги». Данила Дубшин считает, что произведение «Формой восходит к стихотворениям в прозе Ивана Сергеевича Тургенева, поэзии Уолта Уитмена и «Опавшим листьям» Вас. Вас. Розанова».